# Isola dei Morti (Italia)
L'isola dei Morti è un piccolo lembo di terra lambito dal fiume Piave all'altezza del Montello e compreso nel comune di Moriago della Battaglia.
Fu così chiamata perché, durante la prima guerra mondiale, fu un'area contesa al centro del fronte del Piave, cosa che provocò un ingente numero di perdite dall'una e dall'altra parte.
Nel 1965 fu costruita una chiesetta dedicata alla Madonna del Piave su progetto dell'architetto Alberto Alpago Novello. Accanto alla chiesa sorge un cippo piramidale commemorativo ai Caduti costruito con i sassi del fiume. Sulla cima della piramide del filo spinato disegna una croce intrecciandosi ad un elmetto, mentre sui lati quattro lapidi riportano alcuni versi del componimento La Sernaglia di Gabriele D'Annunzio.